# Peruco Lardero (manzana)
Peruco Lardero es el nombre de una variedad cultivar de manzano (Malus domestica) Esta manzana está cultivada en la colección de germoplasma de manzanas del CSIC, también está cultivada en la colección de germoplasma de peral y manzano en la "Finca de Gimenells de la Estación Experimental de Lleida - IRTA" con el número de accesión M002, se le cataloga en el grupo de Pero Mingán. Esta manzana es originaria de la comunidad autónoma de La Rioja concretamente de Lardero, procedente de un ejemplar localizado en el año 1986.

## Historia
'Peruco Lardero' es una variedad de manzana de la comunidad autónoma de La Rioja (Lardero, provincia de Logroño), está catalogada con el número de accesión M002 en el Banco de germoplasma de peral y manzano de la Universidad de Lleida, que se encuentra integrado en la Red de Colecciones del Programa de Conservación y Utilización de los Recursos Fitogenéticos para la Alimentación y la Agricultura, del Plan Nacional de I+D+I.
'Peruco Lardero' está considerada con otras muchas de las entradas que se han incorporado al Banco de germoplasma en la "Finca de Gimenells de la Estación Experimental de Lleida - IRTA", provienen de ejemplares únicos, en algunos casos, actualmente desaparecidos, lo que ha permitido paliar la erosión genética que se está dando en estas especies frutales.
'Peruco Lardero' es una variedad que se cultiva para su conservación genética, para posibles usos y mejoras en cruces con otras variedades, para incrementar cualidades o intercambiarlas.

## Características
El manzano de la variedad 'Peruco Lardero' tiene un vigor débil de tipo ramificado, con porte horizontal; ramos con pubescencia fuerte, de un grosor delgado, con longitud de entrenudos largos, número de lenticelas pequeño, relación longitud/grosor de los entrenudos grande, tipo de ramos fructíferos predominantes "Lamburdas"; yema fructífera de forma cónica y una longitud corta, flor no abierta presenta color del botón floral rosa oscuro, inicio de la floración tardía, flor de tamaño medio, pétalos con posición relativa de los bordes separados, inflorescencia con número medio de flores pocas, de forma plana o ligeramente cupuliforme, sépalos de color predominante verde, sépalos de longitud media, pétalos de longitud media y anchura corta, pétalos con una relación longitud/anchura bastante más largos, estilos con longitud en relación con los estambres más largos, estilos con punto de soldadura lejos de la base.
Las hojas tienen un porte erguido en relación con el ramo, limbo de longitud medio y de anchura medio, con una relación longitud/anchura media, forma del borde ondulada, peciolo con longitud medio, forma del limbo elíptica, aspecto de la superficie del haz brillante, pubescencia del envés fuerte, plegamiento de la superficie cóncava, tamaño de la punta grande, forma de la base aguda, estípulas con una forma muy foliáceas, y ángulo del peciolo respecto al ramo mediano.
La variedad de manzana 'Peruco Lardero' tiene un fruto de tamaño y peso grande; forma cónica, relación longitud/anchura media, posición de la anchura máxima hacia el pedúnculo, y en los lados la ausencia o presencia de lados marcados es débil; piel con la pruina de la epidermis ausente o muy débil, y con estado ceroso fuerte; con color de fondo verde blanquecino, importancia del sobre color ausente o muy débil, siendo el color del sobre color naranja, siendo su intensidad claro, reparto del color en la superficie en difuminado, acusando unas lenticelas pequeñas, y una sensibilidad al "russeting" (pardeamiento áspero superficial que presentan algunas variedades) en las caras laterales ausente o muy débil; pedúnculo largo, y grueso, anchura de la cavidad peduncular grande, profundidad de la cavidad pedúncular media, y con importancia del "russeting" en cavidad peduncular muy fuerte; coronamiento por encima del cáliz medio, anchura de la cav. calicina media, profundidad de la cav. calicina media, y con importancia del "russeting" en cavidad calicina ausente o muy débil; ojo de tamaño medio y cerrado; sépalos medios, parcialmente extendidos.
Carne de color blanca, y con oscurecimiento de la carne al corte fuerte; textura dura, suavemente jugosa; sabor algo aromático, regular; corazón con distinción de la línea muy fuerte; eje abierto; porte del sépalo es parcialmente extendido y los lóculos carpelares cerrados; semillas de longitud grande, y de anchura anchas, de color marrón.
La manzana 'Peruco Lardero' tiene una época de maduración y recolección media, principios de otoño, se recoge desde finales de septiembre hasta mediados de octubre. Se usa como manzana de mesa fresca. Su época de caída de la hoja es media.

## Calidad de fruto y prueba de cata
- Peso del fruto: Grande
- Calibre del fruto: Grande
- Longitud del fruto: Grande
- Índice de almidón: Medio
- Dureza medida de la carne: Media
- Índice refractométrico (IR): Medio
- Acidez titulable: Alta
- Jugosidad de la carne: Jugoso
- Textura de la carne: Media
- Dureza sensorial de la carne: Dura
- Dulzor: Medio
- Acidez: Media
- Intensidad del sabor de la carne: Media
- Sabor: Regular
- Valoración global del fruto: Malo[3]

## Características Agronómicas
- Afinidad del injerto (compatibilidad): Buena
- Facilidad de formación y poda: Alta
- Tipo de fructificación: Tipo I
- Precocidad varietal: Bastante precoz
- Vecería: Media
- Productividad: Alta
- Necesidad de aclareo: Alta
- Escalonamiento de la maduración del fruto: Muy largo
- Sensibilidad a la caída en maduración: Alta
- Aptitud para la conservación del fruto en árbol: sin datos
- Aptitud para la conservación del fruto en almacén o cámara: sin datos
- Sensibilidad al moteado: sin datos
- Sensibilidad al oídio: sin datos
- Sensibilidad a pulgón lanígero: sin datos[3]